# Blow (canção de Ed Sheeran, Chris Stapleton e Bruno Mars)
"Blow" é uma canção gravada e co-composta pelo músico inglês Ed Sheeran e os cantores e compositores estadunidenses Chris Stapleton e Bruno Mars, com a produção e arranjos ficado a cargo apenas do último, que ainda foi o responsável por toda a instrumentação, à excepção do baixo. O tema foi distribuído em plataformas digitais e de streaming a partir de 5 de Julho de 2019 pelas editoras discográficas Asylum e Atlantic como o quarto single do quarto trabalho de estúdio de Sheeran, No.6 Collaborations Project (2019), e enviado à estações de rádio três dias depois. Outros compositores incluem Brody Brown, Frank Rogers, J.T. Cure, Bard McNamee e Gregory McKee. Musicalmente, é um tema dos géneros rock, blues rock e hard rock cujo conteúdo lírico é uma dedicação à um amante que deixa o protagonista louco de amor, misturado com referências a armas e conteúdo sexual.

## Créditos e pessoal
Os créditos seguintes foram adaptados do encarte do álbum No.6 Collaborations Project (2019):
Gravação
- Gravada nos Glenwood Place Studios em Burbank, Califórnia, EUA;
- Misturada nos Larrabee Sound Studios em Los Angeles, Califórnia, EUA.

Pessoal
- Vocais principais: Edward Sheeran, Chris Stapleton, Bruno Mars
- Vocais de apoio: E. Sheeran, C. Stapleton, B. Mars
- Composição: E. Sheeran, C. Stapleton, B. Mars, Brody Brown, Frank Rogers, J.T. Cure, Bard McNamee, Gregory McKee
- Produção e arranjos: B. Mars
- Instrumentação: B. Mars (guitarra, bateria, moog), B. Brown (baixo)
- Engenharia acústica: Charles Moniz, Joe Rubel, 
  - Assistência: Jacob "The Menace" Dennis
- Engenharia de mistura: Chris Galland
  - Assistência: Robin Florent, Scott Desmarais
- Mistura: Manny Marroquin
- Masterização: Stuart Hawkes

## Desempenho nas tabelas musicais
Tabelas semanais
| País — Tabela musical (2019)                                  | Posição de pico |
| ------------------------------------------------------------- | --------------- |
| Austrália — ARIA Top 100 Singles Chart                        | 31              |
| Bélgica (Flandres) — Ultratop 50 Singles                      | 4               |
| Bélgica (Valónia) — Ultratop 50 Singles                       | 28              |
| Canadá — Hot 100 (Billboard)                                  | 39              |
| Canadá — Rock Songs (Billboard)                               | 4               |
| República Checa — Singles Digital - Top 100 (FIIF)            | 53              |
| Alemanha — Top 100 Singles (GfK Entertainment Charts)         | 93              |
| Lituânia — Top 100 (AGATA)                                    | 75              |
| Países Baixos — Nederlandse Top 40                            | 11              |
| Países Baixos — Single Top 100 (MegaCharts)                   | 96              |
| Nova Zelândia — Hot Singles Chart (RMNZ)                      | 3               |
| Escócia — Official Scottish Singles Sales Chart Top 100 (OCC) | 21              |
| Eslováquia — Singles Digital - Top 100 (FIIF)                 | 56              |
| Suécia — Heatseeker Singles Top 100 (Sverigetopplistan)       | 9               |
| Estados Unidos — Billboard Hot 100                            | 60              |
| Estados Unidos — Hot Rock Songs (Billboard)                   | 3               |
| Estados Unidos — Top 100 (Rolling Stone)                      | 33              |

Tabelas de fim-de-ano
| País — Tabela musical (2019)                | Posição |
| ------------------------------------------- | ------- |
| Estados Unidos — Hot Rock Songs (Billboard) | 26      |

Certificações e vendas
| Região — Associação (Vendas)   | Certificação |
| ------------------------------ | ------------ |
| Canadá — Music Canada (40 000) | Ouro         |